# Општина Расмирешти (Телеорман)
Расмирешти (рум. Răsmireşti) општина је у Румунији у округу Телеорман.
Oпштина се налази на надморској висини од 86 m.